# Casa Cotori
La Casa Cotori és una obra eclèctica del Pont de Suert (Alta Ribagorça) inclosa a l'Inventari del Patrimoni Arquitectònic de Catalunya.

## Descripció
Edifici d'habitatges que presideix la plaça del Mercadal.
La façana, forçadament simètrica, és d'esquema barroc, amb accés central i clara ordenació d'obertures, destacant el balconet tipificat amb quatre mènsules de sopor i forja de ferro a les baranes. Les diferents plantes estan emfatitzades per una línia d'imposta motllurada; l'edifici és remtat per un ràfec del mateix estil suportat per mateix tipus de mènsules historiades.
Els balcons principals estan remarcats per una llinda també historicista.